# Trois Jours de Bruges-La Panne 2018
La 42e édition des Trois Jours de La Panne a eu lieu le 21 mars 2018. Elle fait partie du calendrier UCI Europe Tour 2018 en catégorie 1.HC. Malgré son nom, l'épreuve se déroule désormais sur une seule journée, entre Bruges et La Panne.

## Présentation

### Équipes
Classés en catégorie 1.HC de l'UCI Europe Tour, les Trois Jours de Bruges-La Panne sont par conséquent ouverts aux WorldTeams dans la limite de 70 % des équipes participantes, aux équipes continentales professionnelles, aux équipes continentales belges, aux équipes continentales étrangères dans la limite de deux, et à une équipe nationale belge.
| WorldTeams (5)- Bora-Hansgrohe - Lotto Soudal - Mitchelton-Scott - Quick-Step Floors - Katusha-Alpecin Équipes continentales professionnelles (15)- Aqua Blue Sport - CCC Sprandi Polkowice - Cofidis, Solutions Crédits - Direct Énergie - Gazprom-RusVelo - Hagens Berman Axeon - Israel Cycling Academy - Nippo-Vini Fantini-Europa Ovini - Roompot-Nederlandse Loterij - Sport Vlaanderen-Baloise - UnitedHealthcare - Vérandas Willems-Crelan - Vital Concept - Wanty-Groupe Gobert - WB-Aqua Protect-Veranclassic Équipes continentales (2)- Cibel-Cebon - Tarteletto-Isorex |
| |

## Classements

### Classement final[2]
| \| Classement général \| Classement général \| Classement général \| Classement général \| Classement général \| \| Coureur \| Coureur \| Pays \| Équipe \| Temps \| \| ------------------ \| -------------------- \| ------------------ \| ------------------------------- \| ------------------ \| \| 1er \| Elia Viviani \| Italie \| Quick-Step Floors \| 4 h 41 min 08 s \| \| 2e \| Pascal Ackermann \| Allemagne \| Bora-Hansgrohe \| + 0 s \| \| 3e \| Jasper Philipsen \| Belgique \| Hagens Berman Axeon \| + 0 s \| \| 4e \| Baptiste Planckaert \| Belgique \| Katusha-Alpecin \| + 0 s \| \| 5e \| Jens Debusschere \| Belgique \| Lotto-Soudal \| + 0 s \| \| 6e \| Amaury Capiot \| Belgique \| Sport Vlaanderen-Baloise \| + 0 s \| \| 7e \| Roy Jans \| Belgique \| Cibel-Cebon \| + 0 s \| \| 8e \| Hugo Hofstetter \| France \| Cofidis, Solutions Crédits \| + 0 s \| \| 9e \| Adam Blythe \| Royaume-Uni \| Aqua Blue Sport \| + 0 s \| \| 10e \| Eduard-Michael Grosu \| Roumanie \| Nippo-Vini Fantini-Europa Ovini \| + 0 s \| |                      |             |                                 |                 |
| |                      |             |                                 |                 |
| Source : ProCyclingStats |                      |             |                                 |                 |
| Classement général |                      |             |                                 |                 |
| Coureur | Coureur              | Pays        | Équipe                          | Temps           |
| 1er | Elia Viviani         | Italie      | Quick-Step Floors               | 4 h 41 min 08 s |
| 2e | Pascal Ackermann     | Allemagne   | Bora-Hansgrohe                  | + 0 s           |
| 3e | Jasper Philipsen     | Belgique    | Hagens Berman Axeon             | + 0 s           |
| 4e | Baptiste Planckaert  | Belgique    | Katusha-Alpecin                 | + 0 s           |
| 5e | Jens Debusschere     | Belgique    | Lotto-Soudal                    | + 0 s           |
| 6e | Amaury Capiot        | Belgique    | Sport Vlaanderen-Baloise        | + 0 s           |
| 7e | Roy Jans             | Belgique    | Cibel-Cebon                     | + 0 s           |
| 8e | Hugo Hofstetter      | France      | Cofidis, Solutions Crédits      | + 0 s           |
| 9e | Adam Blythe          | Royaume-Uni | Aqua Blue Sport                 | + 0 s           |
| 10e | Eduard-Michael Grosu | Roumanie    | Nippo-Vini Fantini-Europa Ovini | + 0 s           |